# Luitré
Luitré is een plaats en voormalige gemeente in het Franse departement Ille-et-Vilaine (regio Bretagne) en telt 1277 inwoners (2004). De plaats maakt deel uit van het arrondissement Fougères-Vitré. Luitré is op 1 januari 2019 gefuseerd met de gemeente Dompierre-du-Chemin tot de gemeente Luitré-Dompierre. 

## Geografie
De oppervlakte van Luitré bedraagt 29,3 km², de bevolkingsdichtheid is 43,6 inwoners per km².
De onderstaande kaart toont de ligging van Luitré met de belangrijkste infrastructuur en aangrenzende gemeenten.

## Demografie
Onderstaande figuur toont het verloop van het inwonertal (bron: INSEE-tellingen).